# Euceratobunus
Euceratobunus is een geslacht van hooiwagens uit de familie Sclerosomatidae.
De wetenschappelijke naam Euceratobunus is voor het eerst geldig gepubliceerd door Roewer in 1923. 

## Soorten
Euceratobunus is monotypisch en omvat slechts de volgende soort:
- Euceratobunus pulcher